# Eggenstein-Leopoldshafen
Eggenstein-Leopoldshafen este o comună din landul Baden-Württemberg, Germania.